# Helmand (prowincja)
Helmand (pasztuński هلمند) – jest jedną z 34 prowincji Afganistanu. Położona na południowym zachodzie kraju. Stolica prowincji mieści się w Laszkar Gah. Rzeka Helmand dostarcza wilgoci temu wyjątkowo pustynnemu regionowi.
Prowincje zamieszkuje ponad 1,47 mln osób na powierzchni 58 584 km². W większości ludność składa się z przedstawicieli ludu Pasztunów, natomiast mniejszość ludności wywodzi się z Beludżów.

## USAID program pomocowy
Helmand stanowił centrum amerykańskiego programu pomocowego w latach 1960. Funkcjonowała wówczas nawet nazwa "little America" dla tego obszaru. W ramach programu wybudowano infrastrukturę drogową w Lashkar Gah, jak również sieć kanałów irygacyjnych (nawadniających) oraz tamę elektrowni wodnej. Kontynuacja programu została zarzucona w 1978 roku.
Obecnie prowincja jest objęta szczególnym nadzorem brytyjskiego kontyngentu wojskowego.

## Miasta
- Laszkar Gah
- Sangin
- Garsmer

## Powiaty

Dystrykty prowincji Helmand

- Baghran
- Dishu
- Gerishk
- Nawzad
- Musa Qala
- Lashkargah
- Nawa-I-Barakzayi
- Kajaki
- Nad Ali
- Garmsir
- Khanashin
- Washir
- Sangin